# Ruth Leuze
Ruth Leuze (* 11. Juli 1936 in Heilbronn) ist eine deutsche Juristin. Sie war von 1980 bis 1996 Landesbeauftragte für den Datenschutz Baden-Württemberg.

## Leben
Ruth Leuze wurde 1936 als Tochter eines Pfarrers in Heilbronn geboren. Sie studierte Rechtswissenschaft an den Universitäten Freiburg und Tübingen und promovierte 1962 mit der Arbeit Tarifvertragliche Regelung der Arbeitsbereitschaft. Ab 1965 war sie im Innenministerium des Landes Baden-Württemberg beschäftigt (ab 1972 als Ministerialrätin). 1979 belegte sie ein Fernstudium im Fach Elektronische Datenverarbeitung.
Ab dem 1. März 1980 bekleidete sie das neugeschaffene Amt der Landesbeauftragten für den Datenschutz Baden-Württemberg. Sie sprach sich gegenüber dem Bundesverfassungsgericht gegen den in der geplanten Volkszählung 1983 geplanten Melderegisterabgleich aus; das Gericht untersagte diesen in seinem Volkszählungsurteil. Nach einem Konflikt mit Innenminister Frieder Birzele trat sie 1996 zurück. Dieser Streit beschäftigte noch Jahre später die Gerichte und endete 2004 mit einem Teilerfolg Leuzes.
Ab 1997 war sie in Stuttgart als Rechtsanwältin tätig.

## Weitere Tätigkeiten
- Von 1997 bis 2003 gehörte sie dem Rat der EKD an
- Synodale der Synode der EKD
- Von 2004 bis Juli 2013 Mitglied des Vorstands der Wüstenrot Stiftung

## Ehrungen
- 1982 Fritz-Bauer-Preis
- 1984 Theodor-Heuss-Medaille